# Совет Евангелическо-лютеранской церкви Германии
Совет Евангелическо-лютеранской церкви Германии (Rat der Evangelisch-Lutherischen Kirche Deutschlands) - организация объединявшая в 1936-1948 гг. евангелическо-лютеранские церкви Германии. В 1948 году реорганизована в Объединённую евангелическо-лютеранскую церковь Германии.

## Церкви-члены совета
- Евангелическо-лютеранская церковь Баварии;
- Евангелическо-лютеранская церковь Ганновера;
- Евангелическо-лютеранская церковь Вюртемберга;
- Старолютеранская церковь Пруссии;
- исповедальные общины Евангелическо-лютеранской церкви Саксонии;
- исповедальные общины Евангелическо-лютеранской церкви Тюрингии;
- исповедальные общины Евангелическо-лютеранской церкви Мекленбурга[1][2].